# 跳跃式传导

由於跳躍式傳導，有髓神經元中的動作電位傳播比無髓神經元中傳得更快.

跳躍式傳導（英語：saltatory conduction）是动作电位沿有髓鞘轴突由一个兰氏结传导到下一个兰氏结的过程，它能在不增加轴突直径的情况下增加动作电位的神经传导速度。只有蘭氏結能產生動作電位，该电位以跳躍的方式进行傳導，一定長度的軸突內需產生動作電位的次数較少，所以有髓鞘轴突中动作电位傳導的速度較無髓鞘軸突的傳導快。“跳跃式传导”译自英文“saltatory conduction”，而其中的“saltatory”源于拉丁文“saltare”（意为“跳跃”）。

## 机制
在跳跃式传导中，电荷会被动地将相邻兰氏结去极化至阈值，在该区域引起一个动作电位，随后再将下一个兰氏结去极化，此过程不断重复。这一现象是由田崎一二和安德鲁·赫胥黎以及他们的同事共同发现的。

## 外部連結
- Saltatory conduction - Scholarpedia （页面存档备份，存于）
- cell biology - Why is saltatory conduction in myelinated axons faster than continuous conduction in unmyelinated axons? （页面存档备份，存于）